# Bystus rhizobioides
Bystus rhizobioides là một loài bọ cánh cứng trong họ Endomychidae. Loài này được Gorham miêu tả khoa học năm 1875.